# Пасчура (Нью-Мексико)
Пасчура (англ. Pastura) — переписна місцевість (CDP) в США, в окрузі Гвадалупе штату Нью-Мексико. Населення — 17 осіб (2020).

## Географія
Пасчура розташована за координатами 34°47′6″ пн. ш. 104°56′32″ зх. д. / 34.78500° пн. ш. 104.94222° зх. д. (34.785108, -104.942118).  За даними Бюро перепису населення США в 2010 році переписна місцевість мала площу 0,90 км², уся площа — суходіл.

## Демографія
Згідно з переписом 2010 року, у переписній місцевості мешкали 23 особи в 15 домогосподарствах у складі 6 родин. Густота населення становила 25 осіб/км².  Було 37 помешкань (41/км²).
Расовий склад населення:
| - 87,0 % — білих - 13,0 % — осіб інших рас |

До двох чи більше рас належало 0,0 %. Частка іспаномовних становила 82,6 % від усіх жителів.
За віковим діапазоном населення розподілялося таким чином: 4,3 % — особи молодші 18 років, 43,5 % — особи у віці 18—64 років, 52,2 % — особи у віці 65 років та старші. Медіана віку мешканця становила 69,3 року. На 100 осіб жіночої статі у переписній місцевості припадало 53,3 чоловіків;  на 100 жінок у віці від 18 років та старших — 46,7 чоловіків також старших 18 років.
Цивільне працевлаштоване населення становило 3 особи. Основні галузі зайнятості: сільське господарство, лісництво, риболовля — 100,0 %.